# Баклан, Андрей Яковлевич
Андре́й Я́ковлевич Бакла́н (1917—1985) — советский военный лётчик, участник советско-финской и Великой Отечественной войн, в годы Великой Отечественной войны — командир звена 434-го истребительного авиационного полка 16-й воздушной армии Сталинградского фронта, старший лейтенант.
Герой Советского Союза (23.11.1942), полковник запаса с 1963 года.

## Биография
Родился 10 (23) июля 1917 года в селе Калиновка, ныне Витовский район Николаевской области, в семье крестьянина. Украинец. Семья была большая: кроме Андрея, самого младшего, ещё 3 брата и 4 сестры. Братья Баклана погибли в борьбе с петлюровцами.
Во время голода 14-летним мальчишкой приехал он в Николаев, где поступил в школу фабрично-заводского ученичества при судостроительном заводе. После окончания школы ФЗУ, Баклан работал разметчиком в одном из цехов. Параллельно с работой поступил в парашютный кружок, затем и в аэроклуб, который он окончил в 1936 году.
В Красной Армии с 1938 года, в том же году окончил Одесскую военную авиационную школу лётчиков.
Участник советско-финской войны 1939—1940 годов. Лейтенант А. Я. Баклан в составе своего 49-го авиаполка был направлен на Карельский перешеек, где совершил около 40 боевых вылетов на штурмовку финских войск и сопровождение своих бомбардировщиков, за что был награждён орденом Красного Знамени. Этой же награды был удостоен и сам 49-й истребительный авиаполк.
Летом 1940 года полк перебазировался в Латвию, в Двинск (ныне Даугавпилс), где лётчики продолжали совершенствовать своё мастерство. Зимой лейтенант А. Я. Баклан был направлен в Ригу на курсы подготовки командиров звеньев, где получил большой опыт полётов ночью и в сложных метеоусловиях.
Великую Отечественную войну Баклан встретил на западной границе, в кабине истребителя. 23 июня чуть не погиб при налёте на аэродром группы Ме-110. Менее чем за месяц боёв полк потерял всю материальную часть и половину личного состава, после чего, был выведен в тыл на переформирование. Освоив новые истребители Як-1, лётчики снова приступили к боевой работе: сопровождали штурмовиков, летали на разведку.
В июле 1941 года при штурмовке аэродрома в Новгороде-Северском Баклан сбил на взлёте свой первый «Мессешмитт». В августе над Бахмачом уничтожил корректировщик Hs-126, а выбросившийся с парашютом лётчик был взят в плен.
К февралю 1942 года, когда Баклан был переведён в 521-й истребительный авиаполк, в эскадрилью Ивана Клещёва, на его счету было уже 6 побед.
В мартовский день 1942 года звено советских истребителей одержало победу в воздухе над 18 бомбардировщиками и 9 истребителями противника. Это был уникальный, беспримерный бой, вызвавший в те дни восторженную реакцию не только авиаторов Калининского фронта, но и наших наземных войск.
В тот день, выполнив боевое задание по защите важного объекта, звено в составе Андрея Баклана, Семёна Селищева и Владимира Алкидова возвращалось на свой аэродром. Внезапно они увидели большую группу пикировщиков Ju-87, приближающихся к позициям наших наземных войск. И тройка отважных лётчиков ринулись на врага. Ими было сбито 5 самолётов, а Бакланом лично — 2. Пикировщики моментально развернулись и стали удирать на запад. Через несколько дней командующий воздушной армией М. В. Громов, в торжественной обстановке, вручил отважным лётчикам ордена Ленина.
Летом 1942 года А. Я. Баклан был переведён в 434-й истребительный авиаполк. Лётчики этого полка отличились в боях под Сталинградом, где сбили 90 самолётов противника. В день своего 25-летия Баклан сбил Ме-109, сам подвергся атаке тройки, был ранен в руку. От преследования он уходил на столь малой высоте, что один из «мессершмиттов» задел за землю и взорвался.
В начале сентября 1942 года полк пересадили на самолёты Як-7Б. В первом же вылете на новой машине Андрей Баклан сбил итальянский истребитель Макки-200.
К октябрю 1942 года Баклан совершил 400 боевых вылетов, из них 57 вылетов на штурмовку войск, танков и мотоколонн противника. За успешное выполнение штурмовых действий группа, в которой он действовал, отмечена благодарностями от наркома обороны и главнокомандующего Юго-Западным направлением Маршала Советского Союза С. К. Тимошенко.
Указом Президиума Верховного Совета СССР «О присвоении звания Героя Советского Союза начальствующему составу Красной Армии» от 23 ноября 1942 года за «образцовое выполнение боевых заданий командования на фронте борьбы с немецкими захватчиками и проявленные при этом отвагу и геройство» старшему лейтенанту Баклану Андрею Яковлевичу присвоено звание Героя Советского Союза с вручением ордена Ленина и медали «Золотая Звезда» (№ 755).
Являлся участником воздушного боя, в ходе которого было совершено два воздушных тарана. В марте 1943 года, прикрывая группу возвращавшихся со штурмовки Ил-2, четверка истребителей под командованием капитана И. С. Холодова вступила в бой с 16 немецкими истребителями над рекой Ловать. В ходе этого боя И. С. Холодов совершил таран вражеского истребителя "мессершмитт-109", пытавшегося атаковать самолёт его ведомого ст. лейтенанта А. Макарова, второй таран совершил лейтенант Н. Коваль (ведомый капитана А. Я. Баклана), который таранил и сбил немецкий "фокке-вульф-190".
К лету 1943 года Баклан переводится в 19-й Краснознамённый истребительный авиаполк на должность штурмана полка, но впоследствии был переведён на командование 3-й эскадрильей. Здесь, летая на истребителе Ла-5ФН, он в апреле 1944 года сбил 2 самолёта Ме-109, а после перевооружения полка на Ла-7 вновь сделал почин: 24 июня 1944 года сбил FW-190.
В июле 1944 года Баклан совершил 17 боевых вылетов, провёл 4 воздушных боя, сбил 3 истребителя противника и был награждён орденом Суворова 3-й степени.
Осенью 1944 года авиации 3-го Прибалтийского фронта доставляла беспокойство группа немецких асов во главе с майором Вильке, одержавшим 130 побед, десятки сбитых числились и в послужных списках его подчинённых. В начале сентября для противодействия этой группе была отправлена эскадрилья гвардии майора А. Я. Баклана, усиленная парой И. Кожедуба и Д. Титаренко. За короткий период, с 20 сентября по 12 октября, наша группа сбила 12 вражеских истребителей. Одну из побед Баклан одержал 23 сентября, сбив FW-190.
В 1945 году А. Я. Баклан был откомандировали в Москву, где он получил направление на Дальний Восток. Вскоре ему довелось принять участие в боевых действиях наших войск против милитаристской Японии. Будучи командиром эскадрильи, гвардии майор А. Я. Баклан сопровождал наши бомбардировщики и осуществлял воздушное прикрытие танковых колонн, преодолевавших Хинганский хребет.
Всего за годы войны А. Я. Баклан совершил более 700 успешных боевых вылетов, сбил лично 20 и в группе с товарищами 21 самолёт противника. За время войны он летал на самолётах: И-153, Як-1, Як-7, Ла-5 и Ла-7.
После войны командовал полком. В 1952 году окончил Военно-воздушную академию. Летал на реактивных истребителях МиГ-15 и МиГ-17.
В июне 1952 года был назначен командиром 851-го учебного авиационного полка, входившего в состав 151-го ВАУЛ (Сызрань).
По состоянию здоровья в 1957 году ему пришлось оставить полёты. Работал преподавателем в лётном училище. В 1963 году в звании полковника вышел в запас.
Жил в Пскове, где работал начальником отдела областного управлении связи. Занимался большой общественной работой по военно-патриотическому воспитанию молодёжи. Написал книгу воспоминаний о войне «Небо, прошитое трассами». Умер 20 мая 1985 года.

## Награды
- Медаль «Золотая Звезда» Героя Советского Союза (№ 755)
- Два ордена Ленина
- Орден Красного Знамени
- Орден Суворова III степени
- Орден Отечественной войны I степени
- Орден Красной Звезды
- Медали, в том числе:
  - Медаль «За победу над Германией в Великой Отечественной войне 1941—1945 гг.»
  - Юбилейная медаль «Двадцать лет Победы в Великой Отечественной войне 1941—1945 гг.»
  - Юбилейная медаль «Тридцать лет Победы в Великой Отечественной войне 1941—1945 гг.»
  - Юбилейная медаль «Сорок лет Победы в Великой Отечественной войне 1941—1945 гг.»

## Память
- Похоронен на Орлецовском кладбище в Пскове.